# Antambahoaka
De Antambahoaka ('die van de mensen'), afgekort Tambahoaka, zijn de kleinste etnische groep in Madagaskar en leven voornamelijk in de regio ten zuiden van Mananjary. Sommige etnologen classificeren de Antambahoaka als een subgroep van de Antaisaka. De Antambahoaka hebben net als de Antaimoro Arabische voorouders die zich in de Comoren hadden gevestigd, maar later naar de kust van Madagaskar trokken. Dit is nog steeds te zien aan de Arabische trekken van deze twee etnische groepen.

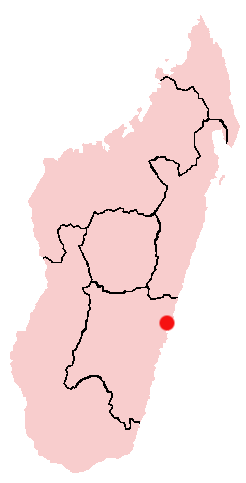
verspreiding van de Antambahoaka

## Religie
Het overgrote deel van de Antambahoaka hebben een animistisch wereldbeeld. De voorouders van de Antambahoaka namen veel islamitische gebruiken mee die nog steeds onder de Antambahoaka gehanteerd worden, zoals islamitische amuletten, soms in de vorm van verzen uit de koran. Toch is slechts een fractie van de Antambahoaka moslim (ca. 2%).

### Fady
Het leven van de Antambahoaka wordt, net als bij andere  Malagassische etnische groepen, sterk beheerst door fady, bijgelovige verboden op bepaalde handelingen die in Madagaskar per regio verschilt. Één fady van de Antambahoaka is gebaseerd op een legende waarin een dorp geteisterd werd door een brand. Een moeder van een tweeling vluchtte, maar vergat een van haar twee kinderen. Toen ze terugkeerde om het kind te halen, stierf ze in de vlammen. Nog steeds geloven veel Antambahoaka dat tweelingen ongeluk brengen en regelmatig komt het voor dat tweelingen na de geboorte gedood of in de steek gelaten worden.